# Кувейт на літніх Олімпійських іграх 1988
Кувейт брав участь у Літніх Олімпійських іграх 1988 року у Сеулі (Корея) ушосте за свою історію, але не завоював жодної медалі. Країну представляли 25 спортсменів у 7 видах спорту.